# Robin Conrad
Pour les articles homonymes, voir Conrad.
 (février 2024).
La mise en forme du texte ne suit pas les recommandations de Wikipédia : il faut le « wikifier ».
Les points d'amélioration suivants sont les cas les plus fréquents :
- Les titres sont pré-formatés par le logiciel. Ils ne sont ni en capitales, ni en gras.
- Le texte ne doit pas être écrit en capitales (les noms de famille non plus), ni en gras, ni en italique, ni en « petit »…
- Le gras n'est utilisé que pour surligner le titre de l'article dans l'introduction, une seule fois.
- L'italique est rarement utilisé : mots en langue étrangère, titres d'œuvres, noms de bateaux, etc.
- Les citations ne sont pas en italique mais en corps de texte normal. Elles sont entourées par des guillemets français : « et ».
- Les listes à puces sont à éviter, des paragraphes rédigés étant largement préférés. Les tableaux sont à réserver à la présentation de données structurées (résultats, etc.).
- Les appels de note de bas de page (petits chiffres en exposant, introduits par l'outil «  Source ») sont à placer entre la fin de phrase et le point final[comme ça].
- Les liens internes (vers d'autres articles de Wikipédia) sont à choisir avec parcimonie. Créez des liens vers des articles approfondissant le sujet. Les termes génériques sans rapport avec le sujet sont à éviter, ainsi que les répétitions de liens vers un même terme.
- Les liens externes sont à placer uniquement dans une section « Liens externes », à la fin de l'article. Ces liens sont à choisir avec parcimonie suivant les règles définies. Si un lien sert de source à l'article, son insertion dans le texte est à faire par les notes de bas de page.
- La présentation des références doit suivre les conventions bibliographiques. Il est recommandé d'utiliser les modèles {{Ouvrage}}, {{Chapitre}}, {{Article}}, {{Lien web}} et/ou {{Bibliographie}}. Le mode d'édition visuel peut mettre en forme automatiquement les références.
- Insérer une infobox (cadre d'informations à droite) n'est pas obligatoire pour parachever la mise en page.

Pour une aide détaillée, merci de consulter Aide:Wikification.
Si vous pensez que ces points ont été résolus, vous pouvez retirer ce bandeau et améliorer la mise en forme d'un autre article.
Robin Conrad, alias Loxley, est un rappeur, réalisateur et animateur de radio belge francophone, né le 26 février 1992 à Etterbeek. Il se fait connaître au début des années 2010 au sein du groupe de rap belge L'Or du Commun, avant de se lancer dans la réalisation.

## Biographie

### Parcours dans le rap
En 2012, Loxley co-fonde le groupe de rap bruxellois L'Or du Communavec ses amis Swing, Primero et Félé Flingue, ce dernier quittant le groupe en 2016 pour rejoindre Le 77. L'Or du Commun publie deux premiers EPs, L'Origine en 2013 et L'Odyssée en 2015. C'est avec Zeppelin, leur troisième EP sorti en 2017, que le groupe est propulsé sur le devant de la scène avec notamment le titre Apollo, sur lequel on retrouve leur ami Roméo Elvis,. Sapiens, leur premier album, sort en 2018 et permet au groupe, déjà bien installé sur la scène bruxelloise, de prendre un nouvel élan dans sa carrière. Leur second album, Avant la nuit sorti en 2021, avec les collaborations de Roméo Elvis, Lous and the Yakuza, Caballero ou encore Zwangere Guy reçoit un très bel accueil public et critique,,,.

### Réalisation
L'année de la sortie d'Avant la nuit, Robin, qui confie ne pas souhaiter porter de projet musical en solo comme ont pu le faire ses acolytes Swing et Primero, réalise un premier documentaire, Kin tout est vie. Il y suit le rappeur Damso lors d'un "retour aux sources" en République démocratique du Congo pendant la promotion de son album QALF. Le film prend la forme d'un voyage intime et initiatique et montre Damso comme on ne l'avait jamais vu. L'année suivante, Robin co-réalise avec Lenny Grosman la série documentaire BXXL sur la scène rap bruxelloise contemporaine,. On y voit notamment Roméo Elvis, Blu Samu, Geeeko et Smahlo.
En parallèle de sa carrière musicale avec L'Or du Commun, Robin réalisait déjà des clips pour son groupe ou pour d'autres artistes, notamment Swing ou Isha.

### Radio
Robin présente également des émissions sur les ondes de la RTBF, notamment Béné et Loxley et le podcast Superpause.